# Sister, Sister (Fernsehserie)
Sister, Sister ist eine US-amerikanische Sitcom, die von 1994 bis 1995 auf ABC und danach bis 1999 auf The WB lief. Insgesamt umfasst die Serie 119 Folgen in sechs Staffeln. Die Hauptdarsteller sind Tia und Tamera Mowry, die ein bei der Geburt getrenntes Zwillingspaar spielen, das sich im Teenageralter wiedertrifft. In Deutschland lief die Serie ab 1996 auf ProSieben und DF1, sowie ab 2003 auf Junior.
Die Serie wurde von Kim Bass kreiert und ist eine Produktion von De Passe Entertainment und Paramount Network Television. Für ihre Darstellung in Sister, Sister wurden Tia und Tamera Mowry von 1995 bis 1997 an den jährlichen Nick Kids’ Choice Awards jeweils zu den beliebtesten Fernsehschauspielerinnen gewählt und erhielten 1999 und 2000 einen Image Award als Beste Comedyserien-Hauptdarstellerinnen. Der Nebendarsteller Marques Houston gewann 1995 einen Young Artist Award in der Kategorie Best Youth Comedian in a TV Show.
Sister, Sister teilt sich ein Serienuniversum mit Smart Guy. In dieser Sitcom spielt Tahj Mowry, der Bruder von Tia und Tamera Mowry, den hochintelligenten T.J. Henderson. In dieser Rolle tritt er auch in Folge 81 (Ein Kinderspiel) von Sister, Sister auf.

## Handlung
Tia Landry und Tamera Campbell sind Zwillinge, die als Babys zur Adoption freigegeben wurden. Die fleißige und intelligente Schülerin Tia lebt mit ihrer Adoptivmutter Lisa, einer Schneiderin, in Detroit. Tamera, die sich mehr für Jungen und Partys interessiert, lebt mit ihrem verwitweten Ziehvater Ray, einem Luxuslimousinen-Verleiher, in einem reichen Außenquartier. Als sich die beiden Mädchen mit 14 Jahren in einem Warenhaus zufällig treffen, beschließen sie, dass sie künftig für immer zusammenbleiben werden und die zwei Familien ziehen zusammen. Das freut auch den nervigen Nachbarsjungen Roger, der sich in die beiden Schwestern verliebt, bei denen er aber nur auf Ablehnung stößt. Gegen Ende der Serie werden der Mechaniker Tyreke und der Collegestudent Jordan als feste Freunde von Tia und Tamera eingeführt.

## Besetzung und Synchronisation
| Rollenname      | Schauspieler    | Hauptrolle (Staffeln) | Hauptrolle (Episoden) | Nebenrolle (Staffeln) | Nebenrolle (Episoden) | Synchronsprecher         |
| --------------- | --------------- | --------------------- | --------------------- | --------------------- | --------------------- | ------------------------ |
| Tia Landry      | Tia Mowry       | 1–6                   | 1–119                 | 0                     | 0                     | Melanie Manstein         |
| Tamera Campbell | Tamera Mowry    | 1–6                   | 1–119                 | 0                     | 0                     | Jennifer Harder-Böttcher |
| Lisa Landry     | Jackée Harry    | 1–6                   | 1–119                 | 0                     | 0                     | Inge Solbrig             |
| Ray Campbell    | Tim Reid        | 1–6                   | 1–119                 | 0                     | 0                     | 0                        |
| Roger Evans     | Marques Houston | 1–5                   | 1–97                  | 6                     | 119                   | 0                        |
| Tyreke Scott    | RonReaco Lee    | 6                     | 98–119                | 5                     | 78–97                 | 0                        |
| Jordan Bennett  | Deon Richmond   | 6                     | 98–119                | 5                     | 85–97                 | 0                        |

## Ausstrahlung
Die erste Episode von Sister, Sister wurde am 1. April 1994 auf ABC ausgestrahlt. Dort lief sie bis zum Ende der zweiten Staffel am 28. April 1995. Danach wechselte die Serie zu The WB, wo die Ausstrahlung am 6. September 1995 begann und mit der letzten Folge am 23. Mai 1999 endete.
In Deutschland wurde die Sitcom zuerst ab dem 23. März 1996 auf ProSieben ausgestrahlt, ab Oktober auch auf DF1. ProSieben beendet die Ausstrahlung im Oktober 1997 und DF1 nach weiteren neuen Folgen im März 1998. Zwischen August 2003 und November 2004 zeigte dann Junior erstmals alle 119 Folgen in der deutschen Fassung.